# Bittacus lachlani
Bittacus lachlani är en näbbsländeart som beskrevs av Navás 1925. Bittacus lachlani ingår i släktet Bittacus och familjen styltsländor. Inga underarter finns listade i Catalogue of Life.